# Киёсу
Киёсу (яп. 清須市 Киёсу-си) — город в Японии, расположенный в северно-западной части префектуры Айти. Основан 1 апреля 1950 года путём предоставления посёлку Киёсу статуса города. 7 июля 2005 года город поглотил посёлки Нисибивадзима и Синкава уезда Нисикасугаи. В городе расположен замок Киёсу (резиденция Оды Нобунаги), отреставрированный в 1989 году. Киёсу играет роль одного из спальных районов Нагои.
Площадь города составляет 17,32 км², население — 66 209 человек (1 июня 2014), плотность населения — 3822,69 чел./км².

## Породнённые города
Список породнённых городов:
- Херес-де-ла-Фронтера, Испания;
- Тоёта, Япония.